# Le Cœur de la guerre
Le Cœur de la guerre (titre original : Warheart) est le quinzième tome du cycle L'Épée de vérité, série de romans de l'américain Terry Goodkind. Il est paru le 17 novembre 2015 aux États-Unis puis le 18 novembre 2015 en France.
Ce livre est considéré comme le quinzième et dernier tome du cycle de L'Épée de vérité dans sa traduction française.

## Résumé
Des âmes sœurs, les pions des prophéties et les héritiers d'un antique conflit, les destinées de Richard et Kahlan sont liées depuis leur rencontre dans la première leçon du sorcier. Mais désormais, Richard repose dans son cercueil - suspendu entre le monde des vivants et celui des morts, Kahlan est face à son plus grand défi. Elle doit se battre pour l'existence même de Richard et Richard, pris au piège dans le monde des morts, doit se battre pour éviter la fin du monde des vivants. Des sacrifices désespérés sont exigés. Ceci est la bataille finale dans une guerre vieille de trois millénaires, une guerre qui a vu l'Épée de Vérité être forgée, une guerre qui pourrait signifier la fin, non seulement de leurs vies, mais de leur monde.